# Apristurus aphyodes
Apristurus aphyodes é uma espécie de tubarão da família Pentanchidae [en], conhecida popularmente em inglês como deepwater catsharks. Este tubarão é encontrado em águas profundas do nordeste do Atlântico, entre as latitudes 57°N e 58°N. Trata-se de um tubarão conhecido a partir de um número limitado de espécimes, habitando profundidades de 1.014 a 1.800 m. Alcança um comprimento total máximo de 54 cm, o que é um tamanho médio para o gênero Apristurus.

## Descrição e morfologia
O Apristurus aphyodes possui um corpo esguio e cilíndrico com um focinho relativamente longo e achatado. Distingue-se das outras 10 espécies de Apristurus do Atlântico norte pelas seguintes características. Apresenta uma coloração branca uniforme e olhos ovais grandes com uma prega subocular fraca. Seu focinho tem formato de sino e contém numerosos poros visíveis, que formam as ampolas de Lorenzini, nas faces dorsal e ventral. O comprimento pré-orbital do focinho (onde o focinho intersecta os olhos) é igual à metade do comprimento da cabeça. O Apristurus aphyodes exibe padrões elípticos de ampolas na linha média ventral do focinho e uma mancha elíptica esguia na face dorsal. Possui uma boca fortemente arqueada com sulcos labiais bem desenvolvidos, sendo os sulcos labiais superiores mais curtos que os inferiores. Seu espiráculo é pequeno e está localizado ligeiramente abaixo do eixo horizontal dos olhos. Conta com cinco aberturas branquiais pequenas, sendo a menor localizada acima da barbatana peitoral. As barbatanas peitorais e pélvicas são amplamente espaçadas, com o espaço entre elas aproximadamente igual ao comprimento da cabeça. As barbatanas peitorais são pequenas, estreitas e quase quadrilaterais. Em contraste, as barbatanas pélvicas têm proporções normais em relação ao tamanho do corpo. As barbatanas dorsais são desiguais em tamanho, e, ao contrário da maioria dos tubarões, a primeira barbatana dorsal é menor que a segunda. A primeira dorsal começa acima da metade anterior da base pélvica e termina no espaço entre as barbatanas pélvicas e anal. A origem da segunda dorsal está acima da metade da base anal e termina ligeiramente antes das barbatanas anais. As barbatanas anal e caudal são separadas apenas por uma incisura subterminal distinta na barbatana caudal. A barbatana caudal é esguia e curta, com o canto anterior inferior ligeiramente expandido. Seus clásperes são curtos, mas robustos, com porções cobertas por dentículos dérmicos. O órgão reprodutivo não possui ganchos ou garras. Os dentículos dérmicos nas faces dorsal e lateral são côncavos e tricúspides, com a ponta central mais longa que as outras duas.

## Habitat
As águas profundas do nordeste do Atlântico, ao largo da costa do Reino Unido, são dominadas por bacias oceânicas profundas. A profundidade média do oceano é de 5.800 m. Os sedimentos são compostos por partículas de argila e material calcário proveniente de fitoplâncton. Próximo à plataforma continental, o sedimento é composto principalmente de areia e camadas de lama. As temperaturas das águas profundas variam de 5,5 a 7,5 °C. As características do habitat são moldadas pela Água Profunda do Atlântico Norte [en] (APAN) e sua circulação termoalina resultante. A produtividade primária nessa parte do oceano é baixa, sendo considerada oligotrófica, com menos de 100 g de carbono por m² por ano, embora ocorram breves florações de fitoplâncton de diatomáceas na primavera e no outono devido à termoclina fraca nesses períodos, além de florações de picoplâncton no verão, quando a termoclina se fortalece. Corais de águas profundas, principalmente da espécie Lophelia pertusa, são as principais espécies formadoras de recifes presentes. Eles abrigam a maior biodiversidade da área, incluindo espécies como briozoários, hidroides, esponjas, peixes vermelhos, saithe, bacalhau, lagostas, lulas, moluscos, estrelas-do-mar e ouriços-do-mar. A biodiversidade também se concentra em torno de fontes hidrotermais. Três sistemas de fontes foram encontrados nas águas profundas do nordeste do Atlântico, denominados Lucy Strike, Menez Gwen e Rainbow.

## Padrões de caça

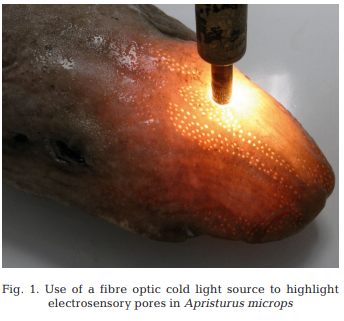
Uso de uma fonte de luz fria de fibra óptica para destacar poros eletrossensoriais em Apristurus microps. Embora a imagem seja de Apristurus microps, essa técnica também foi usada em A. aphyodes.

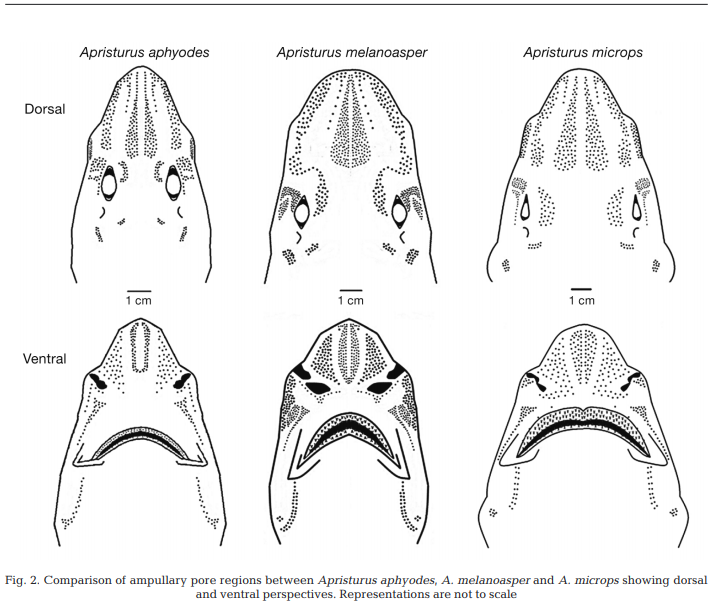
Comparação da distribuição e concentração de ampolas entre as espécies de Apristurus

Apristurus aphyodes se alimenta de crustáceos, cefalópodes e pequenos peixes teleósteos (com barbatanas raiadas) em profundidades de 1.014 a 1.080 m.
Informações sobre A. aphyodes são raras devido à escassez de espécimes. Uma pesquisa foi conduzida em 2014 usando indivíduos encontrados em uma pesquisa de arrasto em águas profundas na fossa de Rockall [en], na Escócia. As cabeças dos indivíduos foram analisadas quanto à concentração e distribuição das ampolas de Lorenzini, concluindo-se que a espécie é um predador de emboscada vertical que ataca por baixo, devido à maior concentração de poros de eletrorrecepção na porção dorsal do focinho de adultos, em vez da porção ventral, uma característica compartilhada por outros tubarões de emboscada vertical que atacam por baixo. Algumas características da cabeça, como a boca subterminal, contrariam a ideia de emboscada por baixo. A densidade de eletrorecepção dorsal pode, alternativamente, ser explicada pela necessidade de evitar predadores de cima. Os pesquisadores concluíram que a espécie altera sua dieta e padrões de caça, passando de emboscadas por cima para emboscadas por baixo à medida que cresce, pois o número de poros de ampolas permanece constante ao longo da vida, resultando em alta concentração de poros quando menor e menor concentração quando maior. Com o crescimento do focinho, os poros se afastam, reduzindo a densidade com a idade. Alta densidade de ampolas facilita a detecção de presas imóveis, enquanto baixa densidade é melhor para presas móveis. À medida que o tubarão cresce, ele se alimenta mais de lulas e peixes do que de crustáceos. Essa conclusão foi corroborada por outro estudo, que mostrou uma mudança na dieta de crustáceos para peixes teleósteos e lulas.

## Reprodução e maturidade
Assim como seu comportamento de caça, pouco se sabe sobre a reprodução do Apristurus aphyodes (exceto que é ovíparo e deposita ovos pareados) e seu envelhecimento, parcialmente porque sua biologia é resistente a técnicas tradicionais de determinação de idade devido ao baixo teor de cálcio em suas vértebras, que também são resistentes a agentes de coloração e limpeza. O A. aphyodes atinge a maturidade sexual entre 47 e 50 cm e exibe dimorfismo sexual, com fêmeas sendo maiores que machos.

## Estado de conservação
O nordeste do Atlântico é dividido em três grandes áreas pela convenção OSPAR: o mar Celta, o golfo de Biscaia e a costa ibérica, e as áreas de oceano aberto. O mar Celta, que contém o habitat do Apristurus aphyodes, como a fossa de Rockall na Escócia, é densamente povoado por áreas de captura pesqueira para espécies como anchova e verdinho, além de abrigar atividades industriais e turismo marítimo. A fossa de Rockall está sob crescente pressão de pesca em águas profundas nos últimos anos, e há preocupação entre cientistas de que A. aphyodes e outras espécies de Apristurus estejam ameaçadas, pois são regularmente capturadas como fauna acompanhante, especialmente por arrastos de profundidade. A sobrepesca no golfo de Biscaia já levou à extinção local de elasmobrânquios. De acordo com a Lista Vermelha da IUCN, não há informações suficientes para determinar seu estado de conservação.
As maiores ameaças à biodiversidade na região são a falta de regulamentação sustentável da pesca, incluindo o arrasto de fundo, e a poluição por transporte marítimo, como derramamentos de óleo, tintas anti-incrustantes e poluição química, como antibióticos e pesticidas de atividades de maricultura. Esse problema é agravado pela ausência de programas de monitoramento em águas profundas no nordeste do Atlântico, dificultando a aplicação de regulamentações sem dados populacionais. O oceano Atlântico nordeste possui algumas proteções robustas, como a convenção OSPAR, mas as proteções da OSPAR são majoritariamente costeiras e não protegem o A. aphyodes em outras partes do oceano.
A União Europeia proibiu a pesca de tubarões de águas profundas devido a preocupações com a captura acidental e o arrasto de fundo, e tanto a captura total permitida quanto a captura acidental foram definidas como zero em suas regulamentações.